# Dunajó
Dunajó (szlovákul Dunajov) község Szlovákiában, a Zsolnai kerületben, a Csacai járásban.

## Fekvése
Zsolnától 18 km-re északkeletre fekszik.

## Története
A község területén már a 9. században szláv település volt.
A mai falut 1498-ban említik először. 1582-ben a budatíni váruradalomhoz tartozott. 1598-ban 7 ház állt a faluban. Lakói ősidők óta mezőgazdasággal és állattenyésztéssel foglalkoztak. A 18-19. században lakói nagy része drótozásból élt.
A 18. század végén Vályi András így ír róla: „DUNAJEV. vagy Dunajov. Tót falu Trentsén Vármegyében, földes Ura Gróf Szúnyog Uraság, lakosai katolikusok, fekszik Okhodnitzának szomszédságában, mellynek filiája, Kis Úttza mellett, Kit Úttza Újhelytöl egy mértföldnyire, a’ Budaténi uradalomban, határbéli földgyének soványsága miatt, harmadik Osztálybéli.”
1850-ben 647 lakosa volt. A falu egyházilag az ösvényesi plébániához tartozott.
Fényes Elek 1851-ben kiadott geográfiai szótárában így ír a faluról: „Dunajov, Trencsén m. tót falu, a Kisucza vize mellett, a Sziléziába vivő országutban. Számlál 647 kath. lak. Vendégfogadó s fakereskedés. F. u. gr. Csáky István örökösei. Ut. p. Csácza.”
Fejlődésében sokat lendített a Kassáról Csehországba menő vasútvonal kiépülése a 19. század végén. A trianoni békéig Trencsén vármegye Kiszucaújhelyi járásához tartozott.

## Népessége
| Év:            | 1994. | 2004.   | 2014.    | 2024.   |
| -------------- | ----- | ------- | -------- | ------- |
| Emberek száma: | 907   | 914     | 1187     | 1105    |
| Eltérés:       |       | +0,77 % | +29,86 % | -6,90 % |

| Év:            | 2023. | 2024.   |
| -------------- | ----- | ------- |
| Emberek száma: | 1104  | 1105    |
| Eltérés:       |       | +0,09 % |

1910-ben 530, túlnyomórészt szlovák anyanyelvű lakosa volt.
2001-ben 903 lakosából 891 szlovák volt.
2011-ben 1149 lakosából 1100 szlovák volt.

## Nevezetességei
- A Hétfájdalmú Szűzanya tiszteletére szentelt római katolikus temploma az 1990-es években épült.
- A községben egy, a 19. század végén épített kápolna is áll.